# بيرولي باغي (أختاتشي محالي)
بيرولي باغي (بالفارسية: پیرولی‌باغی) هي قرية تقع في إيران في أذربيجان الغربية. يقدر عدد سكانها بـ 292 نسمة بحسب إحصاء 2016.